# Chùa An Ninh

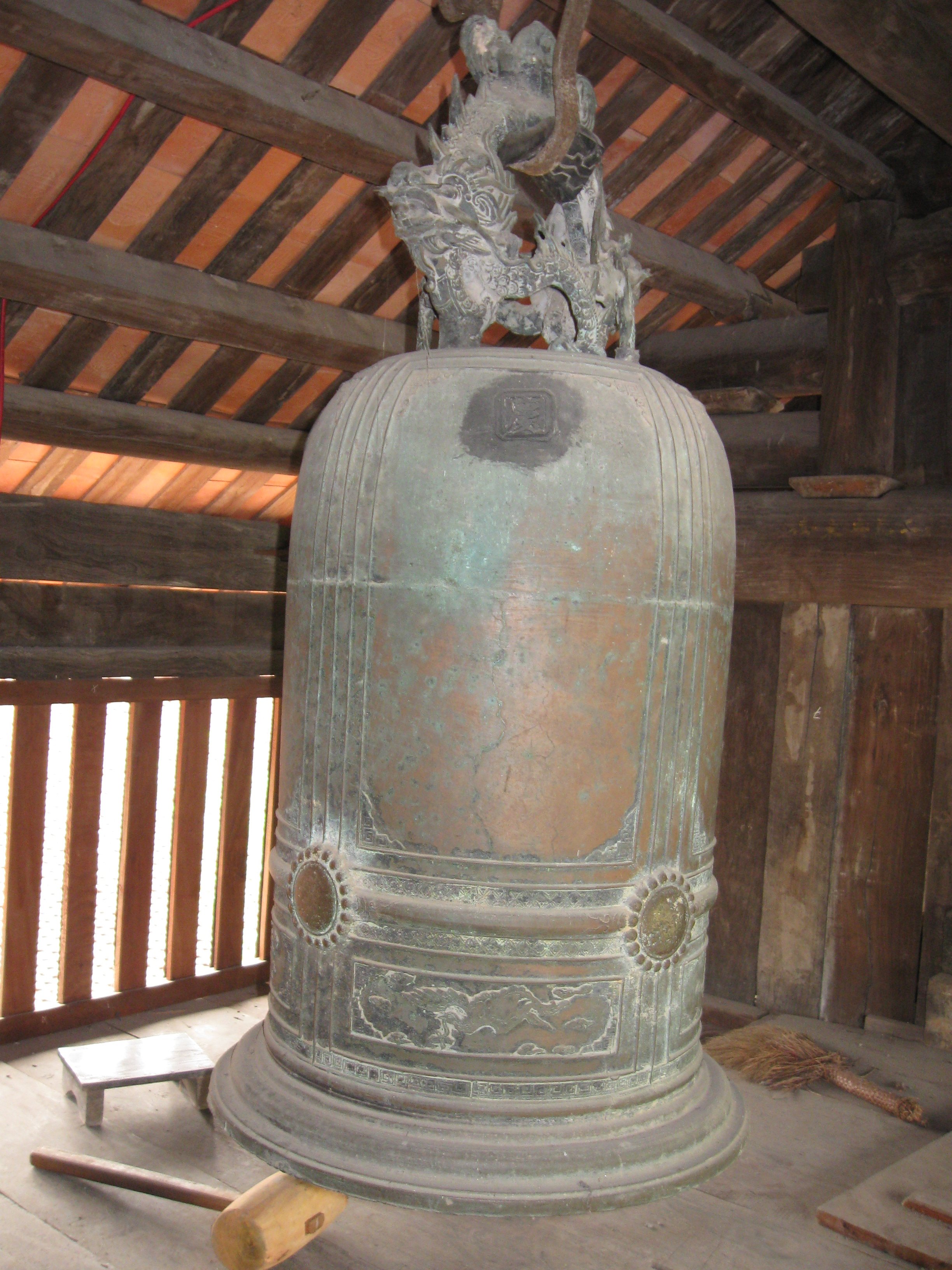
Chuông chùa

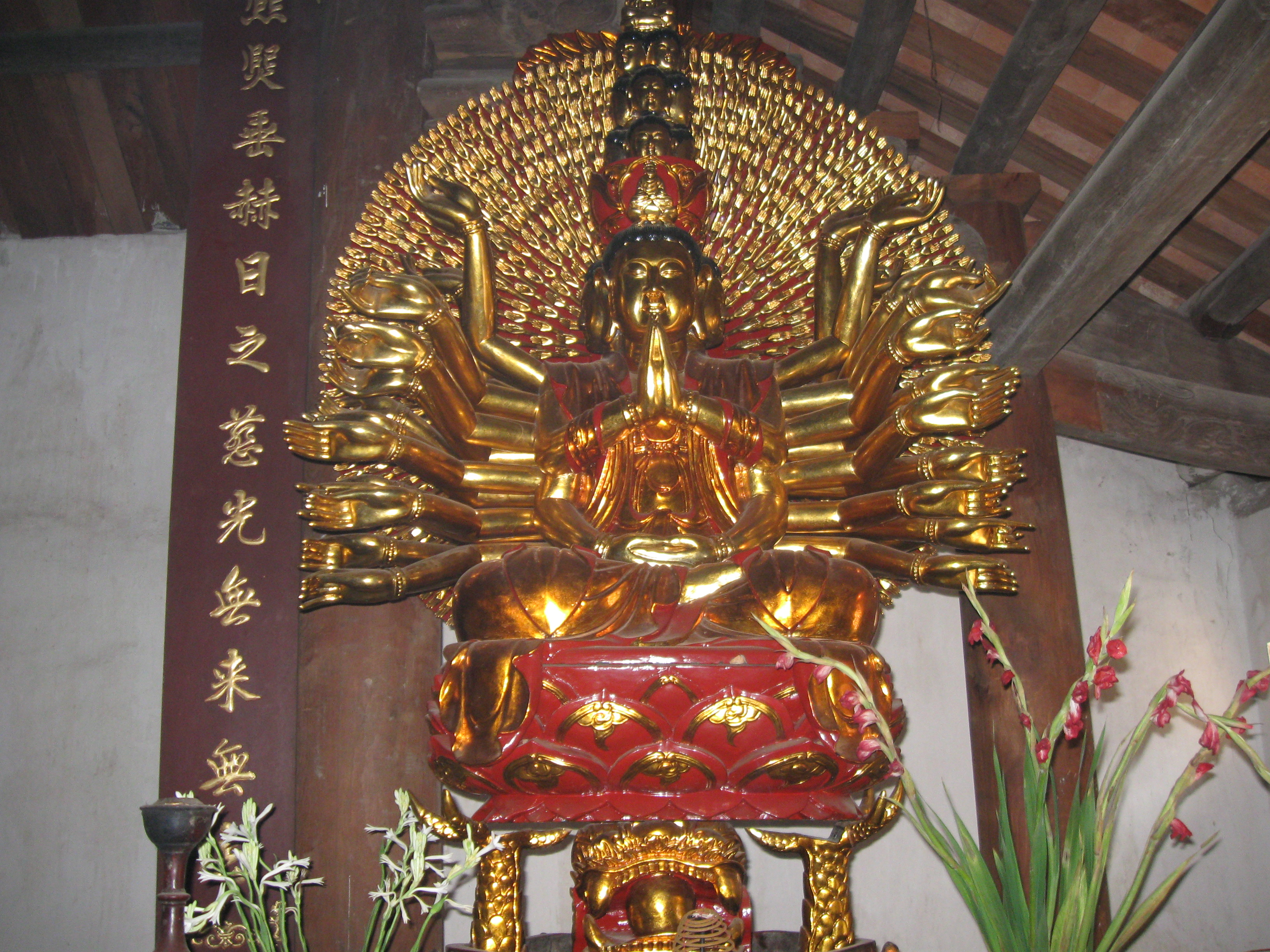
Phật bà nghìn mắt nghìn tay

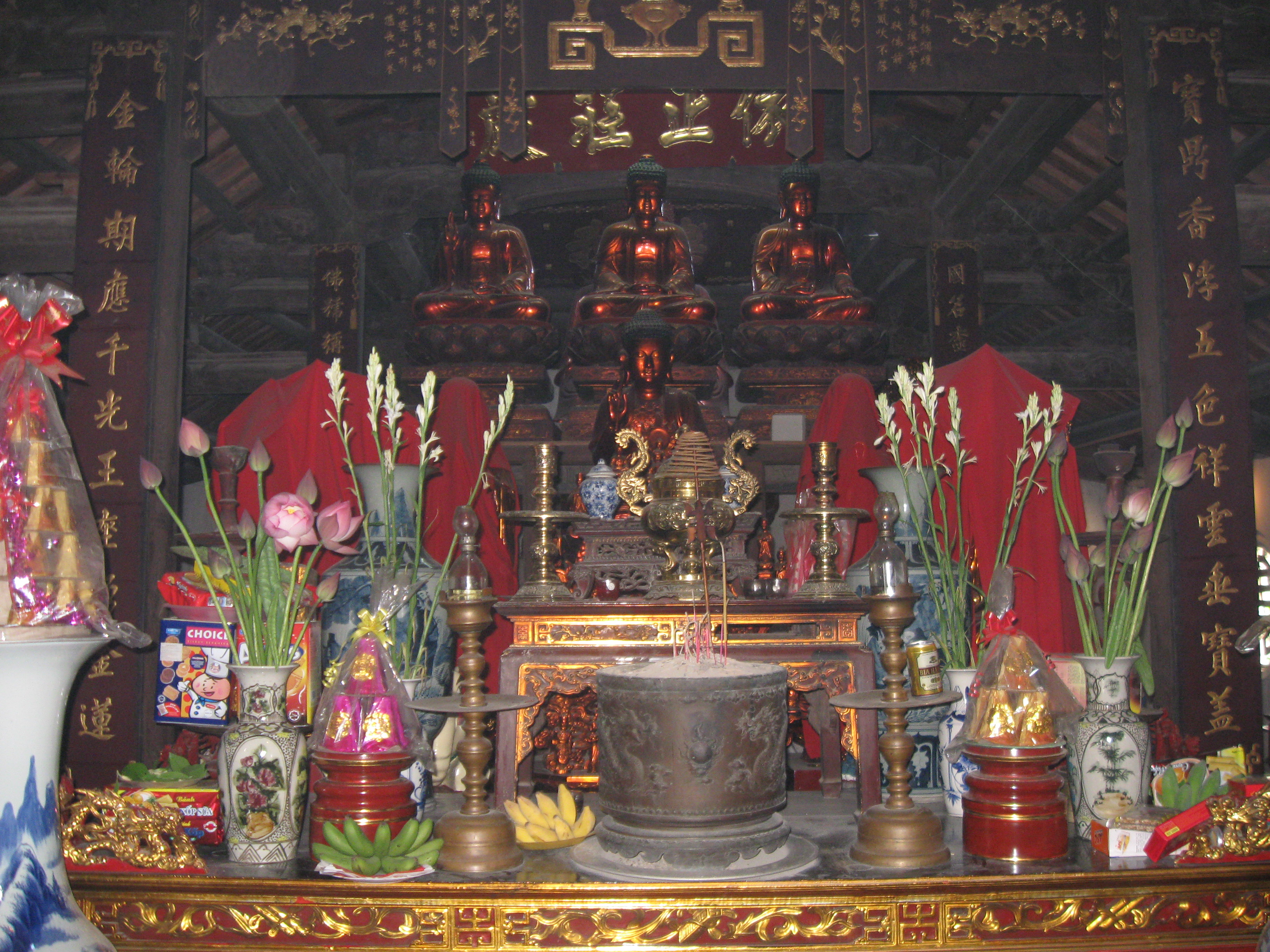
Ban Tam bảo

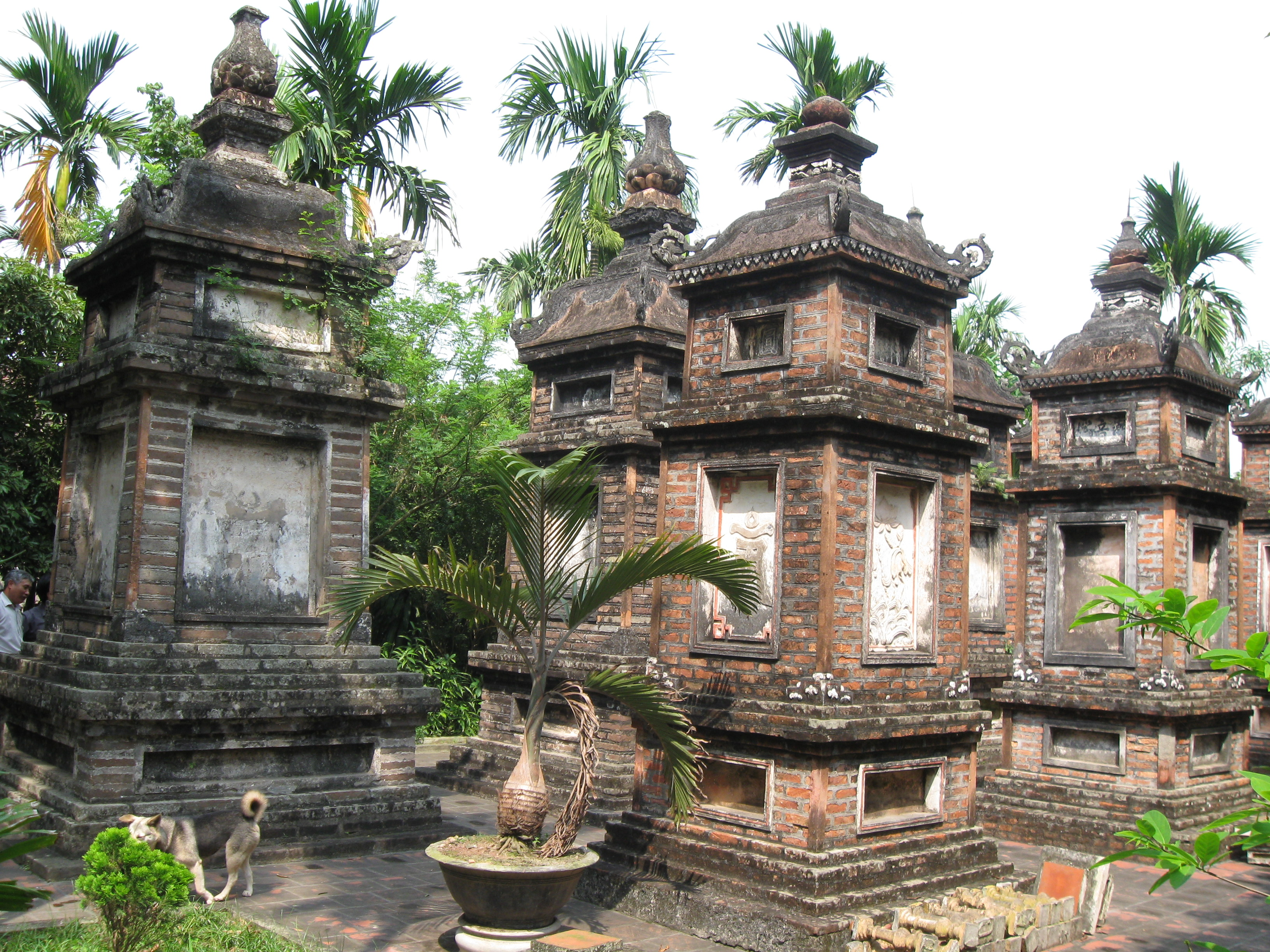
Khu mộ tháp trong chùa

Chùa An Ninh (安寧寺), (tên chữ: Vĩnh Khánh tự 永慶寺), dân gian gọi là Chùa Trăm Gian xứ Đông, ở Vạn Lộng trang sau đổi thành làng An Ninh rồi An Đông thuộc xã An Bình, huyện Nam Sách, tỉnh Hải Dương. Chùa có từ thời Trần, trùng tu vào thời Lê và Nguyễn, hiện còn 85 gian, 37 pho tượng gỗ, hàng trăm bản in kinh Phật và nhiều cổ vật có giá trị. Đây là một ngôi chùa lớn, kiến trúc còn khá hoàn chỉnh. Hàng năm, vào ngày 13 tháng 9, chùa tổ chức lễ hội.
Chùa An Ninh là một di tích đã được xếp hạng năm 1990.

## Lịch sử xây dựng
Tương truyền chùa có từ thời Lý (khoảng thế kỷ XI). Đến thời Trần, tướng quân Nguyễn Huy Tĩnh đóng quân tại chùa để chặn quân Nguyên từ hướng sông Bạch Đằng đánh vào Thăng Long. Đến triều nhà Lê, ngôi chùa được xây dựng với quy mô lớn. Thời điểm đó có người trong làng họ Nguyễn, Phật hiệu là Diệu Quang tu học theo dòng Trúc Lâm trụ trì tại chùa. Hằng năm cứ đến tiết lập hạ là ông mở lớp giảng kinh Phật nên tăng ni theo học rất đông. Đến thời kháng chiến chống Pháp và Mỹ, ngôi chùa là cơ sở cách mạng, sau này một phần chùa trở thành trụ sở UBND xã. Khi UBND xã xây trụ sở mới, ngôi chùa trở lại thành điểm sinh hoạt văn hóa của nhân dân trong vùng.
Cụ Nguyễn Thị Xạ, 83 tuổi, ở thôn An Đoài, xã An Bình cho biết: "Ngôi chùa đã gắn bó với người dân quê tôi từ bao đời nay, chứng kiến những thăng trầm lịch sử. Với mỗi người, ngôi chùa đều thân thuộc như cây đa, bến nước, trở thành điểm tựa tâm linh của chúng tôi".
Được xây dựng với quy mô lớn vào thế kỷ XVII và được trùng tu nhiều lần vào thế kỷ XIX và đầu thế kỷ XX nên kiến trúc ngôi chùa mang dấu ấn của thời đại này. Các công trình chính của chùa nằm trong một quần thể kiến trúc gần như khép kín. Từ phía đông, mở đầu là gác chuông với 5 gian bít đốc, 3 gian giữa chồng diêm, mái cong. Gác chuông treo quả chuông được đúc năm Thành Thái thứ 2 (1890) cao 125 cm. Cách gác chuông 2 m về phía sau là tiền đường 7 gian dài 16 m, rộng 8 m, nối liền với tiền đường là 3 gian tam bảo dài 11 m, rộng 8 m tạo thành hình chữ đinh.
Ba mặt của tam bảo là một sân hẹp. Bên trái tam bảo là nhà mẫu. Bên trái nhà mẫu là hai nhà khách nối liền nhau, nhà ngoài 3 gian, nhà trong 5 gian. Phía sau tam bảo là nhà Tứ Ân gồm 7 gian, rồi đến nhà tổ. Sau nhà tổ có một khoảng sân rộng 4 m, tiếp đó là nhà cung gồm 9 gian. Nối nhà khách với nhà cung là một hành lang 8 gian 2 chái. Phía sau chùa là một vườn tháp gồm 10 ngôi, trong đó có 9 ngôi được xây dựng vào thời Nguyễn và 1 ngôi được xây dựng năm 2003. Quay vào một sân rộng trên 1.000 m2 là nhà tháp, nhà tăng, am trong, am ngoài và nhiều công trình phụ thuộc khác. Những công trình này một phần bị phá hủy, số còn lại đã biến dạng. 

## Điểm đặc biệt của ngôi chùa này
Những pho sách quý
Đến nay tại chùa Trăm Gian còn lưu giữ được hàng trăm cổ vật có giá trị như các pho tượng Phật có niên đại thời Lê và thời Nguyễn, trong đó có tượng Trúc Lâm tam tổ, nhiều đại tự, câu đối, bát hương cổ, bia đá...
Có 5 trong số 7 mộc bản kinh Phật tại chùa Trăm Gian còn giữ được trọn vẹn
Ngoài những cổ vật quý hiếm, chùa Trăm Gian còn nổi tiếng với những mộc bản kinh Phật phục vụ in ấn. Ngôi chùa còn lưu giữ được hơn 700 mộc bản kinh Phật thuộc 7 đầu sách kinh. Trong 7 đầu sách này có 2 đầu sách là Di Đà sớ sao (kinh giảng về cõi Tây Phương cực lạc) và Nhân vương hộ quốc (lời Phật dạy cho các bậc quân vương, hoàng thân quốc thích về cách cai quản đất nước) đã thất lạc nhiều bản. Còn 5 đầu sách giữ được trọn vẹn là Giới đàm tăng (dành cho các nhà sư lên chức thụ giới), Giới đàm ni (dành cho các ni lên chức thụ giới), Dược sư đề cương (sách thuốc), Nhật tụng (khóa lễ hằng ngày). Đặc biệt là bộ Khóa Hư Lục - pho sách Phật giáo của Việt Nam do Trần Thái Tông (1218-1277) biên soạn. Cách đây khoảng 5-6 năm, đại đức Thích Tục Phương, trụ trì chùa Trăm Gian đã cho khôi phục một số mộc bản kinh Phật còn lưu giữ tại chùa.
Số mộc bản kinh Phật này được nhà sư Viên Giác cho khắc từ thời vua Minh Mạng (1791-1841) đến thời vua Tự Đức (1829-1883) để giảng đạo. Chữ được khắc trên các mộc bản thuộc sách Nhật tụng một nửa là chữ Hán, một nửa là chữ Nôm, còn tất cả chữ khắc trên các mộc bản khác là chữ Hán.
Các mộc bản được làm bằng gỗ, ở trên hằn lên màu đen của mực. Thời điểm đó nhà chùa có 12 mẫu ruộng, 2 con trâu, thu nhập từ đó được chia làm 3phần để khắc bản in kinh, duy trì cuộc sống sư sãi và lo việc hương nhang.
Năm 1990, ngôi chùa được công nhận là di tích lịch sử văn hóa quốc gia. Năm 2019 được UBND tỉnh công nhận là điểm du lịch.

## Tăng ni
- Thánh Tổ Ni Phạm Thị Toàn (Toàn Nương), xuất gia năm 1101, viên tịch năm 1103, là đệ tử của Thiền sư Từ Đạo Hạnh dòng Tỳ Li Đa Lưu Chi. Nhà Trần gia phong " Trinh Khiết Đoan Trực Trai Trang Hoàng Quý Phi Tối Linh Thượng Đẳng Công Chúa "
- Sư tổ Diệu Quang họ Nguyễn đời Trần, người làng, học đạo ở phái Trúc lâm, vua Lê Cảnh Hưng phong " Hòa Thượng Đại Nhân, Tăng Lục Thiền gia".
- Sư tổ Viên Giác., họ Nguyễn ở bản xã, quy tịch ngày 14/9 âm lịch.
- Sư tổ Viên Tịch, vốn tu ở chùa Bổ Đà, sau làm môn đồ tổ Viên Giác, quy tịch ngày 24/6.
- Sư Cụ tổ trưởng.
- Sư cụ phó trưởng
- Sư Tổ Giám tháp hiệu Viên Dong.
- Sư tổ Đanh Xá
- Sư tổ Ngãi